# J. Marion Sims
Pour les articles homonymes, voir Sims.
J. Marion Sims, né James Marion Sims (25 janvier 1813 — 13 novembre 1883) est un médecin américain connu pour avoir utilisé des esclaves noires lors de ses expérimentations en les opérant sans anesthésie (en). Considéré par certains comme le père de la gynécologie américaine, ses méthodes sont critiquées d'un point de vue éthique.

## Biographie

### Débuts
Sims nait à Hanging Rock, Caroline du Sud, de John et Mahala Mackey Sims. Il passe avec sa famille ses douze premières années à Heath Springs dans le comté de Lancaster. Il écrira par la suite que cette période d'enfance était divertissante mais se rappellera avoir été sauvé de la noyade par un garçon de quatorze ans, Arthur Ingram, qui vivait au Sud de Hanging Rock Creek.
Son père, John Sims, est élu shérif du comté de Lancaster en 1825 et déménage avec sa famille à Lancaster où Marion entre à la Franklin Academy.
Après deux ans d'études au South Carolina College de Columbia, Sims travaille avec le Dr Churchill Jones à Lancaster (Caroline du Sud) et suit trois mois de cours au Medical College de Charleston. Il part ensuite à Philadelphie et entre à l'université Thomas Jefferson, il en sort diplômé en 1835. Il retourne à Lancaster pour pratiquer, mais après la mort de ses deux premiers patients, il part en Alabama.
Il revient à Lancaster en 1836 épouser  la fille du Dr Barlett Jones, Theresa, dont il était tombé amoureux alors qu'il étudiait au South Carolina College de Columbia. Ils repartent ensemble en Alabama où en 1845 Marion Sims fonde un hôpital privé pour femmes.

### Traitement des fistules vésico-vaginales

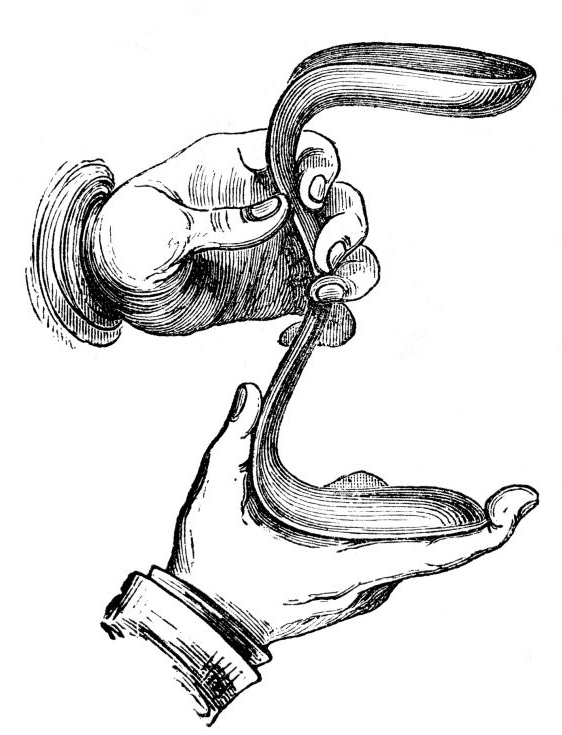
Spéculum de Sims

Les femmes souffrant de fistules vésico-vaginales sont à cette époque rejetées. Aucun traitement n'est disponible. À Montgomery, Sims expérimente de nouvelles techniques de réparation sur trois esclaves d'Alabama — Anarcha Westcott, Betsy et Lucy. De 1845 à 1849, il pratique des expériences sur elles, notamment en opérant Anarcha 30 fois. Il n'utilisa pas d'anesthésie, encore expérimentale à cette époque et considérée comme dangereuse, lors des opérations d'Anarcha Westcott, Betsy et Lucy. Après d'importantes expérimentations et difficultés, il finit par perfectionner sa technique et répare avec succès les fistules d'Anarcha. Il traite ensuite plusieurs autres esclaves. Ce n’est qu'après le succès de plusieurs opérations sur des esclaves qu'il commence à pratiquer sa méthode sur des blanches, toujours sans anesthésie jugée trop dangereuse à l'époque (voir Anesthésie, section « Histoire »). Ces expériences sont une étape vers la chirurgie vaginale moderne. Sims conçoit des instruments, dont un spéculum. Une position d'examen rectal où le patient est couché sur le côté, le genou droit relevé contre l’abdomen et le genou gauche légèrement fléchi, est appelée position de Sims (en). Il insiste sur la propreté. Ses sutures utilisant du fil d'argent conduisent à une réparation des fistules dès 1853.

### New York et Europe
Sims déménage à New York en 1853 pour raisons de santé et parce qu'il est décidé à se concentrer sur les maladies féminines. En 1855 il fonde le Woman's Hospital (en), premier hôpital pour femmes des États-Unis. Il y opère des indigentes, souvent dans un amphithéâtre pour que d'autres puissent assister à l'intervention. Une patiente, Mary Smith, y subit trente opérations entre 1856 et 1859. En 1862, durant la Guerre de sécession, il part en Europe et travaille d'abord à Londres puis à Paris ; de 1863 à 1866 il est le chirurgien de l'Impératrice Eugénie. Il est distingué dans plusieurs pays pour ses succès. La pertinence de plusieurs de ses opérations est remise en question par la suite, et plusieurs de ses patientes ont subi des interventions du type clitoridectomie au prétexte de traiter une prétendue hystérie ou un comportement malvenu, et ce à la demande du mari. Sous le patronage de Napoléon III, il organise un corps d'ambulanciers anglo-américain qui soigne les blessés des deux camps lors de la bataille de Sedan.
En 1871, Sims retourne à New York, et après un conflit avec la direction du Woman's Hospital quant à l'admission de patientes cancéreuses (ce qu'il souhaitait), il crée un nouvel hôpital qui deviendra le Memorial Center for Cancer and Allied Diseases.
Il avait prévu une autre visite en Europe, mais meurt d'une attaque le 13 novembre 1883 à New York, âgé de 70 ans.

## Hommages

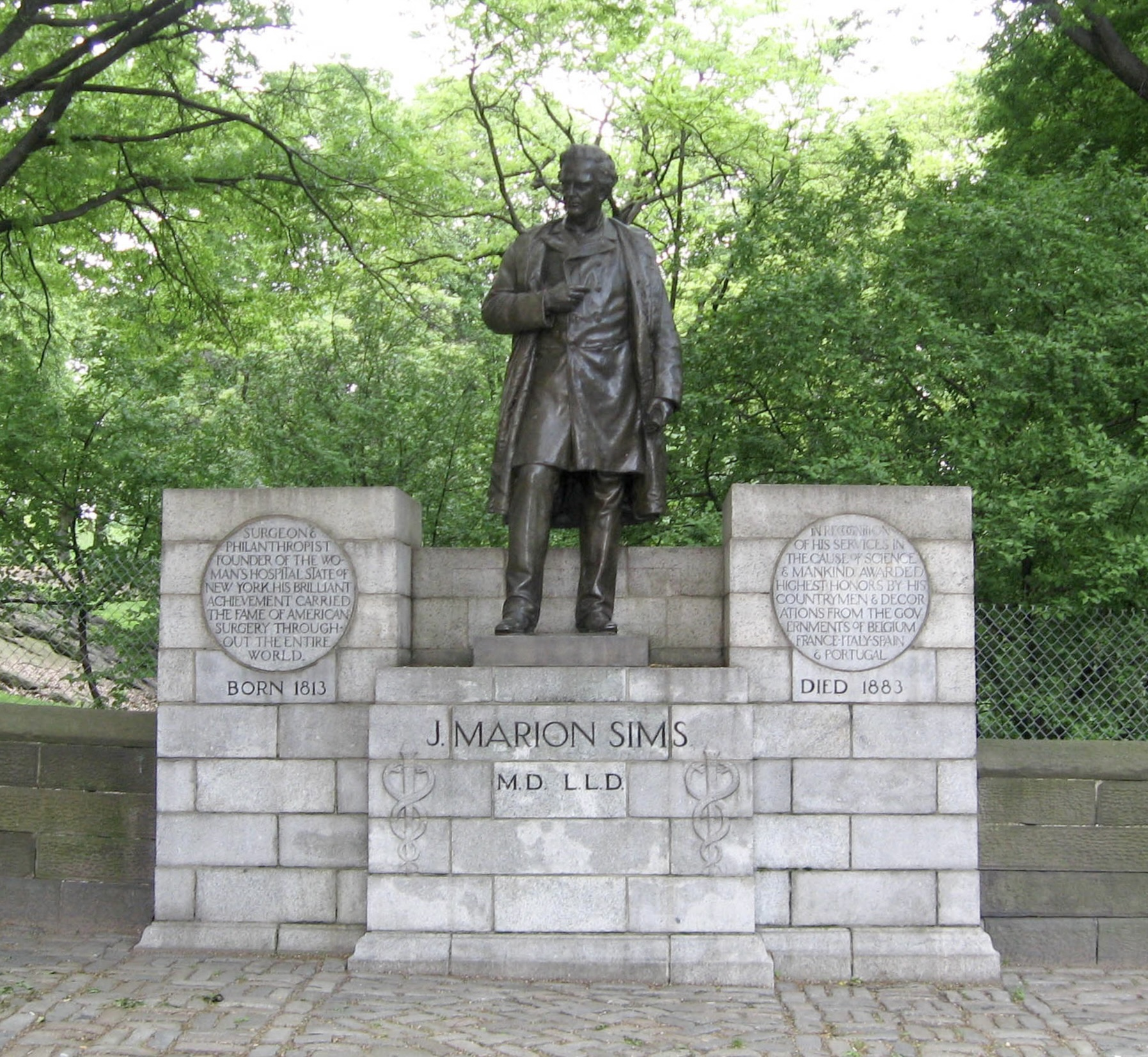
Statue dressée à Central Park en 1934, retirée en 2018.

En 1892, Ferdinand von Miller le Jeune (de) coule une statue de bronze montrant Sims en tenue de chirurgien. Dressée en 1894 à l'entrée du Reservoir Square (aujourd'hui Bryant Park), elle est déplacée en 1934 au bord de Central Park, à Harlem. C'est la première statue de médecin aux États-Unis. Vivement controversée en raison des expériences menées par Sims sur des esclaves, elle est retirée en 2018. Il est question de la déplacer au cimetière de Green-Wood, où repose J. Marion Sims.

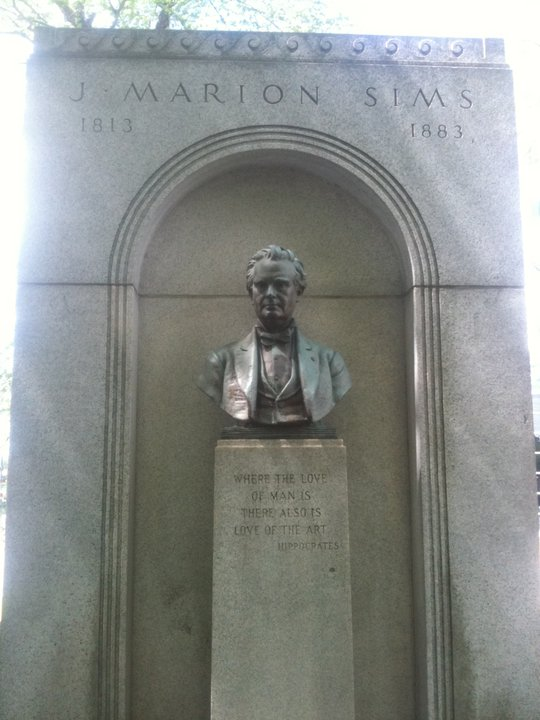
Buste près du South Carolina State Capitol, à Columbia.

Il existe d'autres sites commémoratifs près du South Carolina State Capitol à Columbia, en Caroline du Sud, et à Montgomery, en Alabama.

## Contributions
- Chirurgie vaginale : réparation de fistules.
- Instruments : spéculum de Sims ; cathéter sigmoïde de Sims.
- Position chirurgicale : position de Sims (en).
- Traitement de la fertilité : Insémination et test postcoïtal.
- Traitement contre le cancer : Sims s'est battu pour l'admission de cancéreuses au Woman's Hospital, requête rejetée par ceux qui croyaient alors le cancer contagieux.
- Chirurgie abdominale : Sims affirmait qu'en cas de blessure abdominale par balle, la laparotomie est nécessaire pour arrêter le saignement, réparer les lésions et drainer la plaie. À ce titre, il fut consulté lorsque quand le président James Garfield reçut un coup de feu, et son avis transmis par télégramme depuis Paris. Les recommandations de Sims ont été adoptées après sa mort[2].
- Chirurgie de la vésicule biliaire : en 1878 Sims draine une vésicule biliaire distendue et retire ses calculs. Il publie le cas, pensant être le premier à avoir réalisé cette intervention ; cependant une opération similaire est rapportée à Indianapolis en 1867[2].

### Sources
- (en) Washington, Harriet A. "Medical Apartheid: The Dark History of Medical Experimentation on Black Americans from Colonial Times to the Present"  (via archive.org)
- (en) Speert H. Obstetrics and Gynecologic Milestones. The MacMillan Co., New York, 1958, pages 442–54.
- (en) Spencer, Thomas. « UAB Shelves Divisive Portrait of Medical Titans: Gynecologist's Practices at Heart of debate. » Birmingham News, 21 janvier 2006.
- (en) Gamble, Vanessa. « Under the Shadow of Tuskegee: African Americans and Health Care ». American Journal of Public Health, novembre 1997, page 1773.
- (en) Sims, J. Marion. The Story of My Life. Appleton, New York, 1889, pages 236–237.
- (en) Wall LL, « Did J. Marion Sims Deliberately Addict His First Fistula Patients to Opium? ». Journal of the History of Medicine and Allied Sciences, Vol 62:3, 336–356, Oxford University Press.